# Bart generálem aneb Kdopak by se Nelsona bál
Bart generálem aneb Kdopak by se Nelsona bál (v anglickém originále Bart the General) je 5. díl 1. řady (celkem 5.) amerického animovaného seriálu Simpsonovi. Scénář napsal John Swartzwelder a díl režíroval David Silverman. V USA měl premiéru dne 4. února 1990 na stanici Fox Broadcasting Company a v Česku byl poprvé vysílán 5. února 1993 na stanici ČT1.

## Děj
Bart se popere se školním rváčem Nelsonem Muntzem poté, co Nelsonovi kamarádi rozšlapou krabici s muffiny, které Líza upekla na narozeninovou oslavu paní učitelky Hooverové. Nelson Barta po škole zmlátí a varuje ho, aby druhý den čekal stejnou nakládačku. Marge Barta nabádá, aby se s Nelsonem domluvil, ale Homer ho nabádá, aby porušil pravidla a bojoval nečestně. Bart se Homerovou radou řídí a dostane další nakládačku. Obrátí se na nejtvrdšího člena rodiny Simpsonových, dědečka, jenž ho seznámí s Hermanem, šíleným, jednorukým majitelem obchodu s vojenskými přebytky zvaného Hermanovy vojenské starožitnosti. Poté, co ho Herman naučí vojenskou taktiku, vyhlásí Bart Nelsonovi a jeho partě rváčů válku. 
Bart přibere další Nelsonovy oběti – téměř všechny své kamarády a spolužáky – a vycvičí je k boji. Herman velí z Bartova domku na stromě, zatímco Bart vede své jednotky do boje. Poté, co přepadnou Nelsona a jeho přisluhovače, zahájí bombardování vodními balónky. Nelsonovi bandité se vzdají a Nelson je zajat. Vyhrožuje, že Barta zmlátí, jakmile bude rozvázán. Herman vypracuje návrh příměří, v němž se uvádí, že Nelson si ponechá čestné postavení a jméno, ale nebude mít žádnou skutečnou moc. Poté, co Bart a Nelson smlouvu podepíší, Marge podává muffiny a zavládne mír.

## Produkce
Tato epizoda byla příliš dlouhá na to, aby se v ní použila obvyklá úvodní pasáž, a proto se v ní neobjevila část s tabulí ani gaučový gag. Místo toho byl jen střih na obraz domu Simpsonových. Režisérem byl David Silverman, který byl poněkud vystresovaný, protože pro tento díl dělal storyboardy a zároveň režíroval Malého génia. Původně plánoval v epizodě použít píseň „War“ od Edwina Starra. Od plánů upustil, když usoudil, že se píseň do příběhu příliš nehodí. Scénář k epizodě napsal John Swartzwelder, pro kterého to byla první práce na seriálu. Díl měl problémy s cenzory, kteří nechtěli, aby postavy v hlavním vysílacím čase říkaly „rodinné klenoty“. Producenti poznámky ignorovali a „rodinné klenoty“ v epizodě zůstaly. Tento akt pokusu o cenzuru se odrazil v dílu, kde děda Simpson píše dopis, v němž si stěžuje na to, jak se televize stala sexualizovanou, a uvádí seznam slov, která už nikdy nechce v televizi slyšet, a jedním z nich je i výraz „rodinné klenoty“. 
V této epizodě byly představeny dvě nové postavy. První z nich, Nelson Muntz, zůstává často používanou opakující se postavou. Dabérka Dana Hillová byla původně určena k roli Nelsona a byla přítomna u společného čtení, nicméně na nahrávání ne. Poté byla role přidělena Nancy Cartwrightové. Druhá postava, Herman, se objevuje mnohem méně často. Design Hermana, s výjimkou jeho chybějící ruky, byl inspirován scenáristou Johnem Swartzwelderem. Jeho hlas v podání Harryho Shearera byl částečně inspirován Georgem H. W. Bushem. Původní myšlenka pro Hermana byla taková, že by měl mít při každém svém vystoupení odlišný příběh ztráty ruky.

## Kulturní odkazy
V epizodě se objevilo několik odkazů na válečné filmy. Několik dialogů, Bart fackující jednoho ze svých vojáků za to, že „dělá ostudu“, a hudba Jerryho Goldsmitha byla přímo převzata z filmu Generál Patton z roku 1970. Společnost Fox vlastnila práva na tento film, takže nebyl problém použít soundtrack. Pochodová pasáž a siluety dětí lezoucích po prolézačkách proti zapadajícímu slunci jsou narážkou na film Stanleyho Kubricka Olověná vesta z roku 1987. Odkazuje se také na film Nejdelší den z roku 1962. Epizoda paroduje slavnou fotografii námořníka líbajícího dívku na Times Square pořízenou v Den vítězství nad Japonskem, kde náhodný chlapec v námořnickém obleku políbí Lízu, než mu dá facku. Bart epizodu uzavírá slovy, že jediné „dobré války“ jsou americká revoluce, druhá světová válka a trilogie Hvězdných válek.

## Přijetí
V původním americkém vysílání se díl umístil na 31. místě v týdenní sledovanosti v týdnu od 29. ledna do 4. února 1990 s ratingem 14,3 podle Nielsenu. V tomto týdnu se jednalo o nejlépe hodnocený pořad na stanici Fox.
Po odvysílání epizoda získala od televizních kritiků převážně pozitivní hodnocení. Autoři knihy I Can't Believe It's a Bigger and Better Updated Unofficial Simpsons Guide, Warren Martyn a Adrian Wood, uvedli: „Když pomineme některé dobré hlášky a kulisy, působí tato epizoda přesto trochu nejistě, zejména ke konci.“. V DVD recenzi první řady David B. Grelck ohodnotil epizodu známkou 3 z 5 a označil ji za „další díl, který pomohl vystřelit Bartovu popularitu do stratosféry“.
Colin Jacobson z DVD Movie Guide v recenzi uvedl, že epizoda „zůstává primitivním příkladem Simpsonových, ale je přiměřeně zábavná a pobaví“, a dodal, že díl „postrádá jemnost a chytrost, kterou najdeme v pozdějších epizodách, ale měl něco do sebe“. Matt Groening poznamenává, že mu připadá zvláštní, jak kontroverzní se tento díl zdál v době svého vydání. Dnes by zašli mnohem dál a jemu se tato epizoda nyní zdá neškodná. Odkaz dílu na Full Metal Jacket označil Nathan Ditum z Total Filmu za jedenáctý největší filmový odkaz v historii seriálu.

### Využití ve vědeckém výzkumu
Díl Bart generálem aneb Kdopak by se Nelsona bál byl použit v experimentu Dartmouth College, který zkoumal mozkovou aktivitu ve vztahu k humorným momentům v televizních pořadech. Výsledky byly publikovány v roce 2004 ve vědeckém časopise Neurolmage. Vědci uvedli: „Během momentů detekce humoru byla zaznamenána významná aktivace (mozku) v levém zadním středním spánkovém gyru (…) a levém dolním čelním gyru.“.

## DVD
Epizoda byla poprvé vydána na DVD ve Velké Británii, jako součást VHS vydání s názvem The Simpsons Collection, a to společně s dílem Taková nenormální rodinka. V USA byl díl vydán na VHS The Best of The Simpsons, Vol. 2 (1997) spolu se Smutnou Lízou. Později byla v USA epizoda znovu vydána ve sběratelské edici box setu prvních tří dílů kolekce The Best of The Simpsons. Ve Velké Británii byla znovu vydána jako součást VHS box setu kompletní první řady, který vyšel v listopadu 1999, a na DVD formátu epizoda debutovala jako součást DVD setu The Simpsons season one, který vyšel 25. září 2001. Groening, Brooks a Silvermanová se podíleli na audiokomentáři k DVD. Dne 20. prosince 2010 byla ve Spojených státech vydána digitální edice první řady seriálu obsahující tento díl, a to prostřednictvím služeb Amazon Video a iTunes.